# Протиракова вакцина
Протиракова вакцина — вакцина, яка або лікує рак, або запобігає захворюванню на рак. Вакцини, які лікують рак, називаються терапевтичними протираковими вакцинами.
Багато вакцини є «аутологічними» — вони готуються зі зразків, узятих у пацієнта, і тому специфічні для даного пацієнта.
Деякі дослідники стверджують, що ракові клітини постійно утворюються в організмі і знищуються імунною системою, а пухлина починає формуватися, коли імунна система не справляється зі знищенням.
У 2018 році Національний інститут раку в США почав розробку антиракової вакцини для тварин, використовуючи вірусоподібні частинки для запуску антиракової імунної відповіді.
У 2020 році китайські вчені з Інституту технологій Китайської академії наук розробили нову мікрокапсульну форму протиракової вакцини з використанням нанотехнологій.

## Традиційні вакцини
Деякі типи раку, такі як рак шийки матки і деякі онкозахворювання печінки, викликаються вірусами (онковірусами). Традиційні вакцини проти цих вірусів, такі як вакцина проти вірусу папіломи людини і вакцина проти гепатиту В, запобігають цим видам раку. Такі вакцини не обговорюються в цій статті.
Причиною інших раків можуть бути бактеріальні інфекції (наприклад, рак шлунка може викликатися бактерією Хелікобактер пілорі). Традиційні вакцини проти бактерій, що викликають рак (онкобактерій), в цій статті також не розглядаються.

## Метод
Один із підходів до вакцинації проти раку полягає в тому, щоб відокремити білки від ракових клітин і сформувати у пацієнтів імунітет проти цих білків антигенів, у надії стимулювати імунну систему на знищення ракових клітин. В даний час проводяться дослідження з протипухлинних вакцин для лікування раку молочної залози, легень, товстої кишки, шкіри, нирок, передміхурової залози та інших видів раку.